# Campagna militare di Roberto I di Scozia in Irlanda
La campagna militare di Roberto I di Scozia in Irlanda fu una campagna militare della durata di tre anni che si svolse in Irlanda dalle forze scozzesi guidate da Edward Bruce, fratello di re Roberto I di Scozia. Perdurò dal suo sbarco a Larne nel 1315 sino alla sua sconfitta e morte nel 1318 nel corso della Battaglia di Faughart, nella contea di Louth. Fece parte della prima guerra d'indipendenza scozzese e del conflitto tra gli irlandesi, gli scoto-normanni e gli iberno-normanni.
Dopo la sua vittoria nella battaglia di Bannockburn, Roberto I decise di espandere il suo personale conflitto con la casata dei Plantageneti inviando un esercito al comando di suo fratello minore, Edward, ad invadere l'Irlanda. Roberto era stato del resto invitato a compiere tale azione da alcuni sovrani locali irlandesi che desideravano liberarsi dei coloni inglesi che vi si erano insediati. In cambio, Edward sarebbe stato proclamato Alto Re d'Irlanda. Un'altra ragione per compiere la spedizione in terra irlandese, Roberto l'aveva per il fatto che i sostenitori dell'ormai esiliata casata di Balliol erano fuggiti in Irlanda dopo la battaglia di Bannockburn, ma continuavano a rappresentare una pericolosa minaccia. Questi uomini, guidati da John MacDougall di Lorn, cugino di John Comyn, nipote di re John Balliol. L'assassinio di Comyn, compiuto per mano di Roberto I di Scozia, e la relativa scomunica, nel 1306 aveva innescato una guerra civile per il trono di Scozia che Roberto vinse con lo scontro di Bannockburn, covando ad ogni modo un odio contro i suoi cospiratori che desiderava catturare nell'ultima roccaforte loro rimasta.
La campagna si concluse a tutti gli effetti con la sconfitta e la morte di Edward nella battaglia di Faughart del 1318.

## Antefatto
Dalla fine del XII secolo, l'Irlanda non aveva un proprio sovrano e cioè da quando Ruaidri mac Tairrdelbach Ua Conchobair (Rory O'Conor) era stato deposto da suo figlio nel 1186. A complicare il tutto, la casata dei Plantageneti aveva reclamato il controllo dell'Irlanda sulla base della bolla pontificia Laudabiliter del 1155, sostenuta dal fatto di reggere de facto già la parte orientale dell'isola. Il paese era inoltre diviso tra dinastie gaeliche che erano sopravvissute all'invasione normanna e la signoria iberno-normanna dell'Irlanda.
Nel 1258 alcuni aristocratici gaelici elessero Brian Ua Néill al ruolo di Alto Re d'Irlanda; ad ogni modo, questi venne sconfitto dai normanni nella battaglia di Downpatrick nel 1260.

## L'invasione dell'Irlanda
Nel 1315 Roberto I di Scozia inviò suo fratello minore Edward Bruce ad invadere l'Irlanda. Numerose sono state le teorie elaborate dagli storici sui motivi ce spinsero Bruce a intraprendere questa campagna militare. Secondo una teoria, Robert Bruce vedeva nell'Irlanda una nazione celtica con dei legami di comuni origini con la Scozia, e pertanto sentiva proprio dovere morale liberare l'isola dal controllo inglese. Secondo un'altra teoria l'invasione dell'Irlanda sarebbe stata un diversivo per dirottare altrove i soldati inglesi, nonché le finanze e i beni a beneficio della Scozia, impegnata nel contempo nella propria guerra d'indipendenza privando nel contempo gli inglesi delle rendite delle tasse che questi traevano fortemente dagli irlandesi. La minaccia si era fatta ancora più concreta quando re Roberto I aveva perso il controllo dell'Isola di Man nel gennaio del 1315, aprendo così una via agli inglesi a sud e a sudovest.
A questo si aggiunse un'esplicita richiesta di aiuto da parte del re di Tír Eógain (Tyrone), Domnall mac Brian Ó Néill (Donall Ó Néill). Ó Néill aveva già avuto dei contrasti coi normanni che avevano invaso l'Irlanda a sudest, est e ovest del suo regno, e promise aiuto agli scozzesi in caso di loro intervento con dodici dei propri vassalli più fidati. I fratelli Bruce si accordarono dunque per intervenire nel conflitto a condizione del fatto che Edward sarebbe stato proclamato re d'Irlanda ad operazione riuscita, con l'intento quindi di avviare due regni separati ma retti dalla stessa famiglia. Roberto, parallelamente, avrebbe condotto una campagna per riconquistare Man ed Edoardo si sarebbe successivamente portato ad attaccare il Galles, col supporto della popolazione locale. Nella visione dei fratelli Bruce vi era l'immagine di una "grande alleanza gaelica contro l'Inghilterra" dal momento che Irlanda e Scozia avevano comuni legami di sangue, lingua e cultura.
Quando Ó Néill approvò le condizioni proposte dagli scozzesi in suo nome e per i suoi vassalli, iniziarono i preparativi. Roger Mortimer, III barone Mortimer, ricevette notizia di questi preparativi e coi suoi uomini si diresse verso l'Irlanda dove si stabilì nell'area di Trim. Già in precedenza aveva combattuto contro i fratelli Bruce nella battaglia di Bannockburn dove venne fatto prigioniero e poi liberato per restituire a Edoardo II d'Inghilterra il sigillo reale che gli scozzesi avevano preso nel corso dello scontro.
Il parlamento scozzese si riunì ad Ayr il 26 aprile 1315, nei pressi del Canale del Nord, nella contea di Antrim. Dal momento che re Roberto I non aveva figli legittimi, Edward venne proclamato nell'occasione suo erede e legale successore come re di Scozia e di tutti gli altri suoi titoli in caso di morte. La flotta d'invasione di Edward si preparò per assemblarsi e partire il mese successivo.

## La campagna del 1315
Il 26 maggio 1315 Edward e la sua flotta (e più di 5000 uomini) sbarcarono sulla costa irlandese in diversi punti tra il castello di Olderfleet, presso Larne, e Glendrum. Suo fratello salpò da Tarbert per le isole occidentali col cognato Walter Stuart per soggiogarle. Edward si scontrò con un esercito composto da vassalli e confederati del conte di Ulster, i de Mandevilles, i Bissets del Glens, i Logan e i Savage, oltre ai loro alleati irlandesi, tutti guidati da sir Thomas de Mandeville. Ad ogni modo questi vennero sconfitti in battaglia dagli scozzesi guidati da Thomas Randolph, conte di Moray. Successivamente, gli scozzesi riuscirono a prendere la cittadina di Carrickfergus, ma non il suo castello.
All'inizio di giugno, Donall Ó Néill di Tyrone e dodici suoi vassalli incontrarono Edward Bruce a Carrickfergus e lo riconobbero quale re d'Irlanda giurandogli fedeltà. Gli annali irlandesi riportano che Bruce "prese la signoria dell'intera provincia dell'Ulster senza opposizione e [gli aristocratici locali] gli consentire di venire proclamato re d'Irlanda e tutti i gaelici d'Irlanda si accordarono per garantirgli la signoria e riconoscerlo quale sovrano d'Irlanda." A questo punto Bruce aveva indirettamente o direttamente il governo della parte orientale e mediana dell'Ulster, ma non certo dell'intera isola.
Alla fine di giugno, Edward procedette col suo esercito da Carrickfergus lungola Magh Line (Six Mile Water), mettendo a ferro e fuoco Rathmore, presso la città di Atrim, una delle sedi della famiglia Savage. Si portò quindi a sud verso il passo di Moiry tra Newry e Dundalk. Quest'antica strada era stata per secoli la principale via di comunicazione col sud dell'Ulster e conduceva verso il regno di Mide, Leinster e Munster ma per la sua strettezza era un passo sconsigliato per gli eserciti che qui erano già stati soggetti ad attacchi. Qui gli scoto-irlandesi incontrarono Mac Duilechain di Clanbrassil e Mac Artain di Iveagh, ed entrambi gli si sottomisero. L'esercito scozzese distrusse la fortezza di Castelroace e il 29 giugno attaccò Dundalk. Il villaggio, possedimento di Verdon, venne quasi completamente raso al suolo e la popolazione locale venne massacrata.
A luglio, due separati eserciti si opposero ad Edward Bruce assemblandosi a Sliabh Breagh, a sud di Ardee. L'uno proveniva da Connacht ed era guidato da Richard Óg de Burgh, II conte di Ulster e dal suo alleato, il re di Connacht, Felim mac Aedh Ua Conchobair. Il secondo era composto da forze raccolte nelle città di Munster e Leinster dal giustiziere Edmund Butler. L'armata scoto-irlandese si trovava a Inniskeen, dieci miglia più a nord. Tra Sliabh Breagh e Inniskeen si trovava il villaggio di Louth. De Burgh mosse il suo esercito a nord di Louth per accamparsi mentre suo cugino William Liath de Burgh tentò di battere le forze di Bruce. Sebbene la scermaglia provocò numerosi morti tra gli scozzesi, Bruce si rifiutò di combattere apertamente ma al contrario, con Ó Néill, si ritirò a nord verso Coleraine, passando per Armagh. Bruce e Ó Néill saccheggiarono e bruciarono Coleraine, distrussero il ponte sul fiume Bann e fronteggiarono il nemico sulla sponda opposta del fiume. Entrambe le parti in causa mancavano ora di viveri e rifornimenti, ma Bruce e Ó Néill potevano perlomeno godere del supporto degli aristocratici locali come Ó Cathain e Ó Floinn. Realizzata la situazione, de Burgh si ritirò di quaranta miglia sino ad Antrim, mentre Butler dovette tornare ad Ormond per rifornirsi.
Oltre a ciò, Bruce inviò separatamente dei messaggi sia al re Felim che alla sua dinastia rivale, quella dei Cathal Ua Conchobair, promettendo a ciascuno il proprio supporto se si fossero ritirati dallo scontro. Catal tornò a Connact e si autoproclamò re d'Irlanda, lasciando Felim senza scelta e costretto anch'egli a fare ritorno nelle proprie terre d'origine. Le cose andarono peggiorando: De Burgh si trovò ben presto privato anche del suo parente, Walter mac Walter Cattach Burke che disertò la battaglia e tornò a Connacht alla testa di diverse migliaia di uomini, probabilmente per tutelare i propri possedimenti durante il conflitto imminente. Per questo quando ad agosto Bruce e i suoi uomini attraversarono il fiume Bann (a bordo di quattro navi predisposte dal capitano di vascello Thomas Dun), de Burgh si ritirò sino a Connor dove il 1° ed il 9 settembre venne sconfitto dagli scoto-irlandesi. William Liath venne catturato e tenuto in ostaggio in Scozia da Moray ce vi giunse il 15 settembre 1315 per raccogliere ulteriori truppe. De Burgh si ritirò quindi a Connacht, mentre gli altri anglo-irlandesi si rifugiarono al castello di Carrickfergus.
Aggiornato sulla grave situazione, Edoardo II ordinò il 1º settembre di assemblare l'esercito anglo-irlandese ed alla fine di ottobre si riunì il parlamento di Dublino, che però non prese decisioni effettive. Il 13 novembre, Bruce marciò più a sud passando per Dundalk ed il 30 novembre avanzò verso Kells, dove incontrò Mortimer. Mortimer era riuscito a raccogliere un notevole esercito composto da anglo-irlandesi e vassalli gaelici oltre alle forze di altri magnati locali. Nel contempo, Bruce venne rinforzato dagli uomini di Moray che era tornato dalla Scozia con circa 500 uomini e molti rifornimenti. La battaglia di Kells venne combattuta il 6 o 7 novembre, e Mortimer venne pesantemente sconfitto da Bruce. Mortimer venne costretto a ritirarsi verso Berlino dove il suo luogotenente, Waler Cusack, si portò a Trim. Quasi immediatamente salpò alla volta dell'Inghilterra per chiedere ulteriori rinforzi a Edoardo II. Nel contempo il governatore dell'Irlanda (e vescovo di Ely) John de Hothum iniziò a prendere drastiche decisioni per difendere Dublino da Bruce, come l'abbattimento di case e chiese per ricavare pietra atta a rinforzare le mura della città.
Dopo aver saccheggiato e raso al suolo Kells, Bruce procedette per dare la medesima sorte a Granard, Finnea, al monastero cistercense di Abbeylara e a Angaile, signoria del lord gaelico della dinastia degli O' Hanely. Bruce trascorse le feste di Natale al maniero di Loughsewdy, consumando le provviste al suo seguito e razziando poi l'area. Gli unici manieri rimasti intatti furono quelli appartenenti a quegli aristocratici irlandesi che, intimoriti, gli si unirono.

## La Rimostranza del 1317
Nel 1317 gli alleati irlandesi di re Edoardo II inviarono una rimostranza a papa Giovanni XII nella quale chiedevano al pontefice di revocare la bolla Laudabiliter e di indicare Edoardo come nuovo re d'Irlanda. Papa Giovanni ignorò la richiesta.

## La sconfitta del 1318
Dopo diversi anni di guerra, Bruce e i suoi alleati non riuscirono a mantenere saldamente il controllo delle aree conquistate. L'esercito scoto-irlandese giunse a sostenersi quasi completamente grazie ai saccheggi che crearono un crollo di popolarità tra i locali. La grande carestia del 1315-1317 che colpì l'Europa intera, interessò anche l'Irlanda e tra l'esercito scozzese iniziarono a diffondersi malattie dalle quali molti uomini in arme furono colpiti; Edward venne sconfitto ed ucciso alla fine del 1318 nel corso della battaglia di Faughart.